# Jamel Morris
Jamel Vaughn Morris (ur. 14 listopada 1992 w Gahannie) – amerykański koszykarz występujący na pozycji rzucającego obrońcy, obecnie zawodnik Brose Bamberg.
W 2018 reprezentował Detroit Pistons, podczas rozgrywek letniej ligi NBA.
24 lipca 2020 został zawodnikiem Legia Warszawa. 22 kwietnia 2021 dołączył do francuskiego Orléans Loiret Basket. 20 lipca 2021 zawarł umowę z niemieckim Brose Bamberg.

## Osiągnięcia
Stan na 31 lipca 2021, na podstawie, o ile nie zaznaczono inaczej.
NCAA II
- Zaliczony do II składu MEC (2015, 2016)

Indywidualne
- Zaliczony do:
  - I składu kolejki EBL (24 – 2020/2021)[5]
  - II składu EBL (2021 przez dziennikarzy)[6]